# Columbus Crew Soccer Club 2018
Questa voce raccoglie le informazioni riguardanti il Columbus Crew Soccer Club nelle competizioni ufficiali della stagione 2018.

## Rosa
| N. |                        | Ruolo | Calciatore           |
| -- | ---------------------- | ----- | -------------------- |
| 2  | Stati Uniti (bandiera) | D     | Ricardo Clark        |
| 3  | Stati Uniti (bandiera) | D     | Josh Williams        |
| 4  | Ghana (bandiera)       | D     | Jonathan Mensah      |
| 6  | Stati Uniti (bandiera) | C     | Wil Trapp (capitano) |
| 7  | Brasile (bandiera)     | C     | Artur                |
| 8  | Ghana (bandiera)       | D     | Mohammed Abu         |
| 9  | Portogallo (bandiera)  | A     | Pedro Santos         |
| 10 | Argentina (bandiera)   | A     | Federico Higuaín     |
| 11 | Stati Uniti (bandiera) | C     | Gyasi Zardes         |
| 13 | Stati Uniti (bandiera) | C     | Mike Grella          |
| 14 | Stati Uniti (bandiera) | A     | Adam Jahn            |
| 16 | Stati Uniti (bandiera) | C     | Héctor Jiménez       |
| 17 | Ghana (bandiera)       | D     | Lalas Abubakar       |

| N. |                        | Ruolo | Calciatore              |
| -- | ---------------------- | ----- | ----------------------- |
| 18 | Panama (bandiera)      | C     | Cristian Jesús Martínez |
| 19 | Argentina (bandiera)   | D     | Milton Valenzuela       |
| 20 | Venezuela (bandiera)   | C     | Eduardo Sosa            |
| 22 | Argentina (bandiera)   | D     | Gastón Sauro            |
| 23 | Stati Uniti (bandiera) | P     | Zack Steffen            |
| 24 | Stati Uniti (bandiera) | P     | Jon Kempin              |
| 25 | Ghana (bandiera)       | D     | Harrison Afful          |
| 26 | Stati Uniti (bandiera) | C     | Luis Argudo             |
| 27 | Stati Uniti (bandiera) | A     | Edward Opoku            |
| 28 | Danimarca (bandiera)   | C     | Niko Hansen             |
| 30 | Stati Uniti (bandiera) | P     | Logan Ketterer          |
| 31 | Stati Uniti (bandiera) | D     | Connor Maloney          |